# Scouts (speltak)

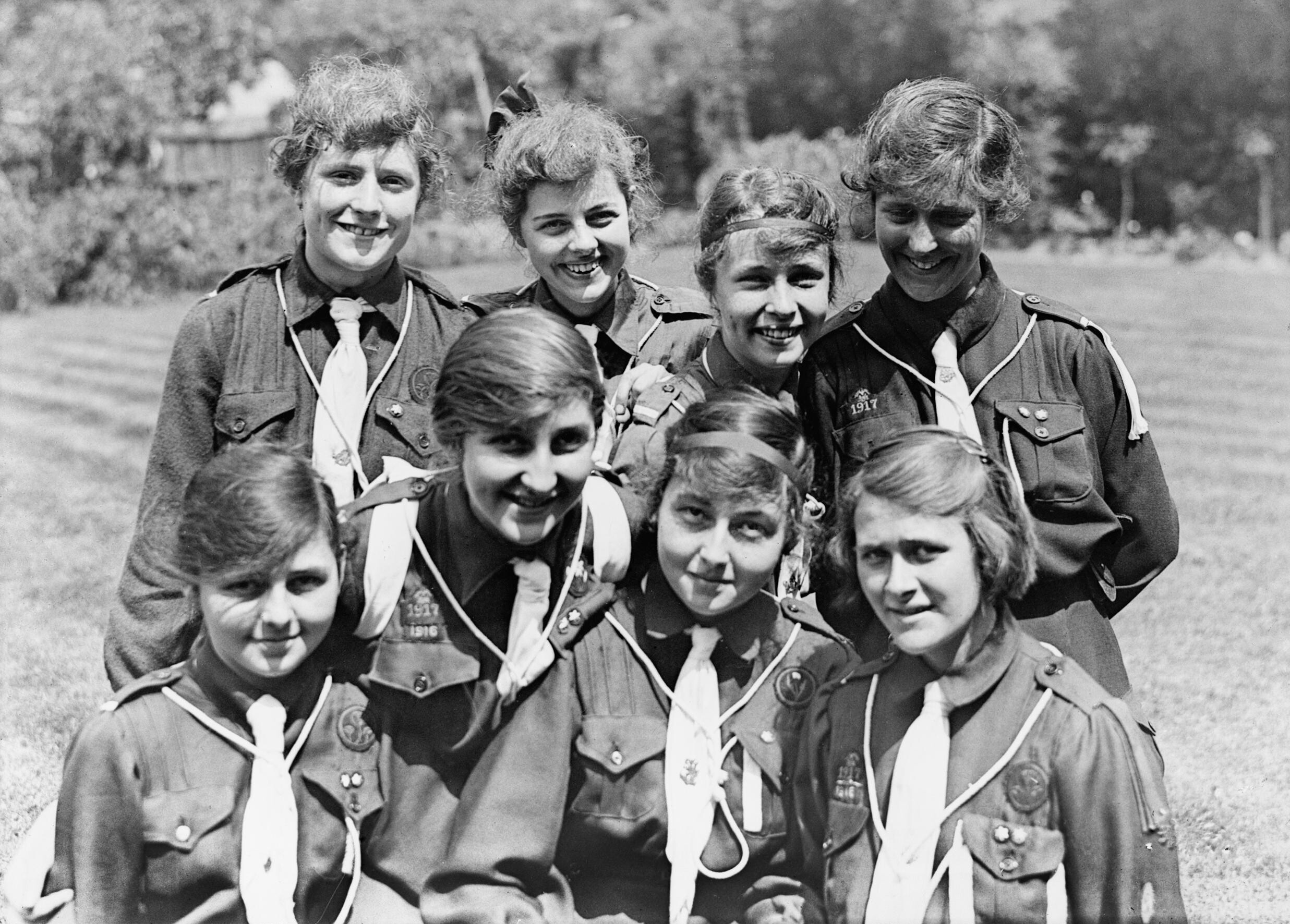
Britse scouts in 1918.

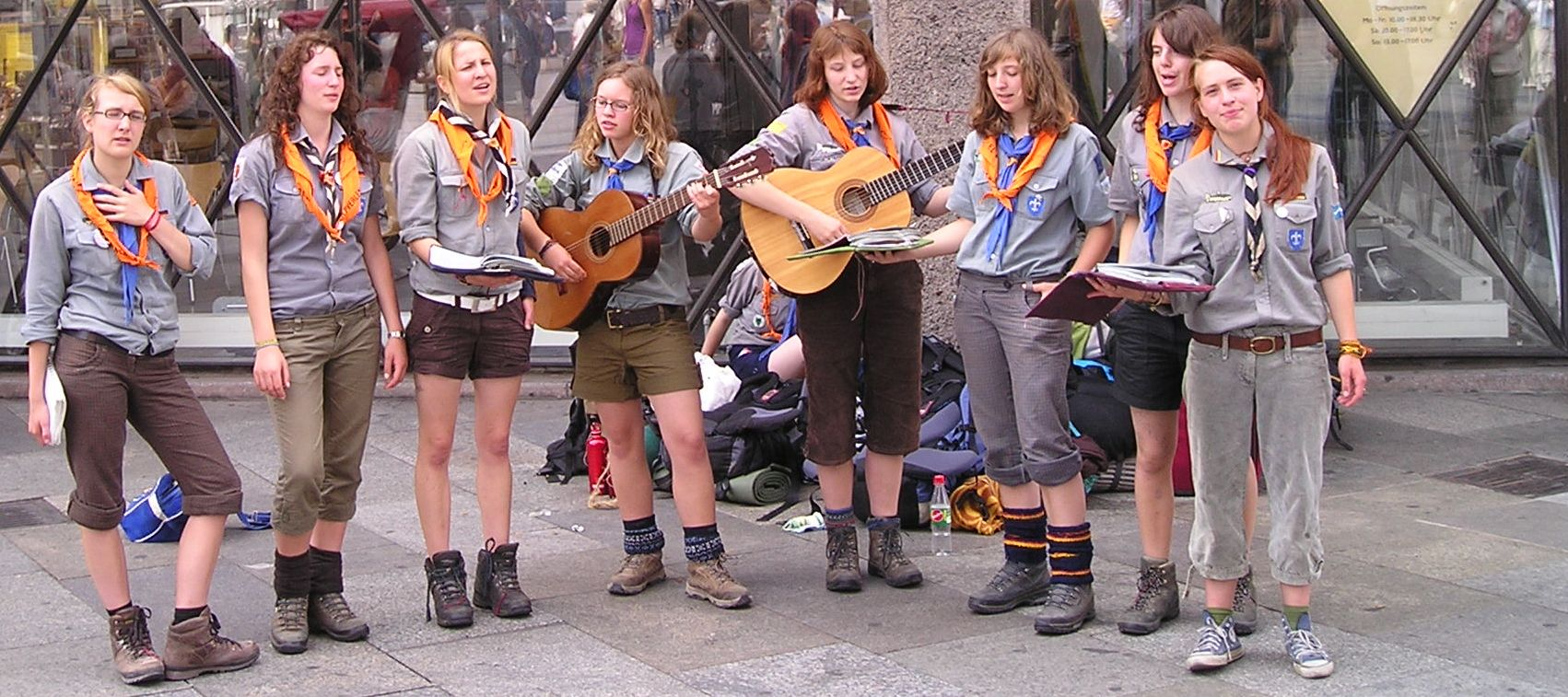
Een Duitse christelijke scoutgroep.

Scouts is de benaming die bij scouting in Nederland gebruikt wordt om de leeftijdscategorie ("speltak" genoemd) voor jongens en meisjes in de leeftijd van 11 tot en met 15 jaar aan te duiden. In Vlaanderen wordt de term bij de jeugdbeweging meestal gebruikt als een ander woord voor scouting.
Scouts zijn in Troepen, Takken of Vendels georganiseerd van gemiddeld twintig tot dertig scouts. Troepen, Takken of Vendels zijn onderverdeeld in Bakken, Patrouilles of Ploegen van vier tot acht scouts. Troepen, takken of vendels maken deel uit van een groep die meestal bij een nationale organisatie is aangesloten. Veel groepen zijn gemengd (jongens en meisjes), maar ook aparte jongens- en meisjesgroepen komen voor. Naast de "gewone" scouts bestaan er ook scouts die zich met een bepaald specialisme bezighouden, zoals waterscouts of zeescouts, luchtscouts of luchtverkenners en ruiterscouts.
Hoewel er bij deze speltak ook nog spelletjes gedaan worden zoals bij de jongere leeftijdsgroepen, zijn de activiteiten meer gericht op het buitenleven en het leren omgaan met techniek, natuur en voor jezelf en elkaar zorgen.

## Andere namen
Her en der in Vlaanderen en Nederland komen, naast de naam "scouts" ook nog de namen verkenners, gidsen en alleen in Nederland padvindsters voor. De oorsprong van de verschillende soorten namen ligt in het feit dat er, vóór de oprichting van de overkoepelende gemengde scoutingorganisaties, verschillende organisaties bestonden die zich met scouting bezighielden en die soms hun eigen namen hanteerden. De oorsprong van die namen is dikwijls te vinden in de meer of minder Britse origine van de oudste groepen.

### Gidsen
Gidsen is in Vlaanderen de naam die gebruikt wordt voor de meisjes in de leeftijd van 14 tot en met 17 jaar bij Scouts en Gidsen Vlaanderen, 14 tot en met 15 jaar bij FOS Open scouting of 12 tot en met 17 jaar bij de Europascouts. Bij de eerste twee wordt de leeftijdsgroep 11 tot en met 13 jaar de jonggidsen genoemd.
In Nederland is dit een oude naam, in gebruik bij (voormalig) Rooms-Katholieke groepen. Nog steeds wordt bij een aantal Nederlandse groepen de naam gidsen gehanteerd bij meisjesgroepen. Voor de fusie tot Scouting Nederland in 1973 behoorden gidsen tot de (Rooms-Katholieke) Nederlandse Gidsen Beweging ofwel de NGB, na 1957 Nederlandse Gidsen ofwel de NG. Deze naam is of was vooral in het zuiden van Nederland gebruikelijk.
De naam sluit aan bij het internationaal gebruikelijke "Guides".

### Verkenners
Verkenners is in Vlaanderen de naam die gebruikt wordt voor de jongens in de leeftijd van 14 tot en met 17 jaar bij Scouts en Gidsen Vlaanderen, 14 tot en met 15 jaar bij FOS Open scouting of 12 tot en met 17 jaar bij de Europascouts. Bij de eerste twee wordt de leeftijdsgroep 11 tot en met 13 jaar de jongverkenners genoemd.
In Nederland is dit een oude benaming voor de jongens tussen 12 en 18. Bij veel Nederlandse groepen wordt nog steeds de naam Verkenners gehanteerd bij jongens- en gemengde groepen tot ca. 16 jaar. De Rooms-Katholieke tak van de padvinderij in Nederland had zich, vanaf 1938 tot het ontstaan van Scouting Nederland in 1973, georganiseerd in een eigen organisatie, de Katholieke Verkenners (KV). Daarom werd de padvinderij in het zuiden van Nederland ook wel 'verkennerij' genoemd.

### Padvindsters
De naam Padvindsters is in Vlaanderen een oude term en wordt sedert de jaren 1970 niet meer gebruikt. Ook in Nederland is dit een oude benaming, al wordt bij diverse Nederlandse groepen nog steeds de naam Padvindsters gehanteerd bij meisjesgroepen. Voor de fusie tot Scouting Nederland in 1973 behoorden ze tot het (algemene) Nederlands Padvindsters Gilde ofwel het NPG. Deze naam was minder gebruikelijk in het zuiden van Nederland. De herkomst van de naam is te vinden in Padvinders.

### Padvinders
De term Padvinders werd in Nederland voor 1973 gebruikt om alle jongens die lid waren van wat toen de padvinderij heette (nu scouting) aan te duiden. De naam was gebruikelijk voor leden van groepen die behoorden tot De Nederlandse Padvinders (NPV), een van de landelijke organisaties die zijn opgegaan in Scouting Nederland. Daarom werd scouting ook wel 'padvinderij' genoemd. Bij het ontstaan van Scouting Nederland in 1973 werd besloten om de, toen verouderd geachte, naam padvinders niet meer te gebruiken. De naam padvinders werd en wordt (uitgezonderd door enkele lokale groepen) in Vlaanderen niet gebruikt.

### Givers en Jins
In Vlaanderen wordt de afkorting Giver(s) gebruikt, die staat voor Gids(en)-Verkenner(s). Givers is dus de naam voor alle leden in die leeftijdsgroep. Daarnaast kent scouting in België ook nog de leeftijdsgroep Jins. Jins zijn jongeren van 17 of 18 jaar die een voorbereidend jaar op leiding doen na hun laatste jaar als verkenner, gids, of giver.

## Organisatie

### Troep, Tak of Vendel
De troep, tak of het vendel is de basiseenheid van de scouts. Dit is de groep waar een scout lid van wordt en waarmee hij deelneemt aan scouting-activiteiten, zoals kamperen, rondtrekken met rugzak en kanöen. Troepen/takken/vendels ontmoeten gewoonlijk wekelijks. Een hoofdcomponent van de Scoutmethode is dat troepen/takken/vendels door de scouts onder het advies en begeleiding van (jong)volwassen leiders worden gedraaid.

### Patrouille of Ploeg
Elk troep/tak/vendel is in patrouilles/ploegen van vier tot acht scouts verdeeld en gebruikt de patrouillemethode. De onafhankelijkheid van een patrouille/ploeg van de troep/tak/vendel verschilt tussen groepen en tussen activiteit. Vaak houdt een troep/tak/vendel gewone opkomsten als een eenheid. De autonomie van patrouilles wordt zichtbaarder op kamp, waar elk patrouille/ploeg zijn eigen keuken pioniert en een eigen tent heeft. Sommige groepen zetten oudere en jongere scouts in dezelfde patrouilles/ploegen, zodat de oudere de jongere kunnen ondersteunen. Andere groepen groeperen op leeftijd zodat de scouts in de patrouille/ploeg meer overeenstemmen wat betreft interesses.

### Wacht en Bak
Bij de waterscouts wordt de wacht onderverdeeld in bakken. Dit is een andere benaming voor de troep verdelen in patrouilles.

### Scoutskampen
In de zomervakantie ( eind juni-eind augustus) gaan de scouts op kamp. Meestal vindt het kamp plaats aan het begin of einde van de vakantie. De jongste troepen, takken of vendels gaan met de bus of met de trein of worden door de ouders gebracht naar hun terrein, de wat ouderen gaan vaak ook met de trein, maar bij sommige groepen is het de bedoeling dat ze met de fiets op kamp gaan. Een scoutskamp duurt een tot twee weken, alleen de jongste (spel)takken gaan maar 5 tot 6 dagen. De jins of Explorers gaan meestal naar het buitenland.
Kapoenen · Zeehondjes

Welpen · Kabouters · Zeewelpen

Jongverkenners · Jonggidsen · Scheepsmakkers

Gidsen · Verkenners · Zeeverkenners

Jin · Loodsen